# Acton Smee Ayrton

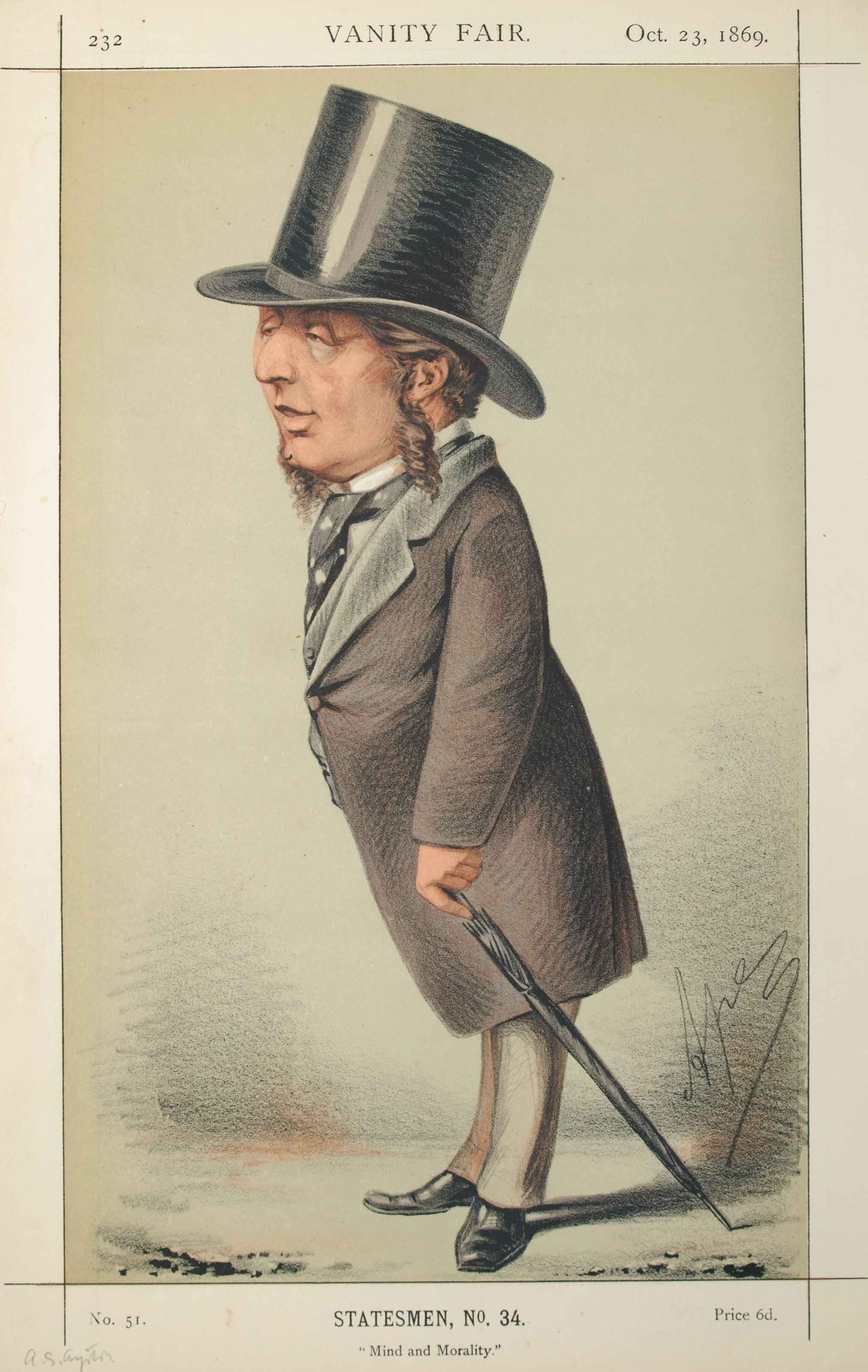
Acton Smee Ayrton, 1869.

Acton Smee Ayrton, född 5 augusti 1816 och död 30 november 1886, var en brittisk jurist och politiker.
Ayrton, som var medlem av underhuset 1857-74, blev vid William Ewart Gladstones första regeringsbildning 1868 parlamentssekreterare i finansministeriet, och erhöll 1869 säte i kronrådet och övertog samma år posten som minister för offentliga arbeten (first commissioner of works). 1873 utnämndes han till förste innehavare av befattningen som judge-advocate-general, det vill säga regeringens rådgivare i frågor rörande det militära rättsväsendet. Ayrton demissionerade med de övriga ministrarna i Gladstones kabinett 1874 och spelade därefter inte någon politisk roll.